# Менрва
Менрва е етруска богиня съответстваща на гръцката Атина и римската Минерва. Богиня е на мъдростта, стратегията и войната. Защитница на жените и майките. Също така се счита и за покровителка на изкуствата и лечителка.